# Inhaminga
Inhaminga ist ein Dorf in Mosambik und Hauptort des Distriktes Cheringoma in der Provinz Sofala.

## Geschichte
Kampfhandlungen des Bürgerkriegs in Mosambik (1976–1992) zogen Inhaminga stark in Mitleidenschaft. Der im Krieg zerstörte Eisenbahnknotenpunkt in Inhaminga ist noch nicht wiederhergestellt, und die ehemals entwickelte Holzwirtschaft hat sich ebenfalls noch nicht von den Kriegsfolgen erholt. Weite Gebiete der Region sind bis heute vermint.

## Wirtschaft und Infrastruktur
Der Ort besitzt einen Flugplatz (IATA-Flughafencode IMG) mit einer 900 m langen Landebahn.  Er liegt etwa 330 m über Meereshöhe.

## Söhne und Töchter der Stadt
- Ungulani Ba Ka Khosa (* 1957),  mosambikanischer Schriftsteller.
- Daniel Chapo (* 1977), mosambikanischer Jurist, Journalist und Politiker